# Vasumitra

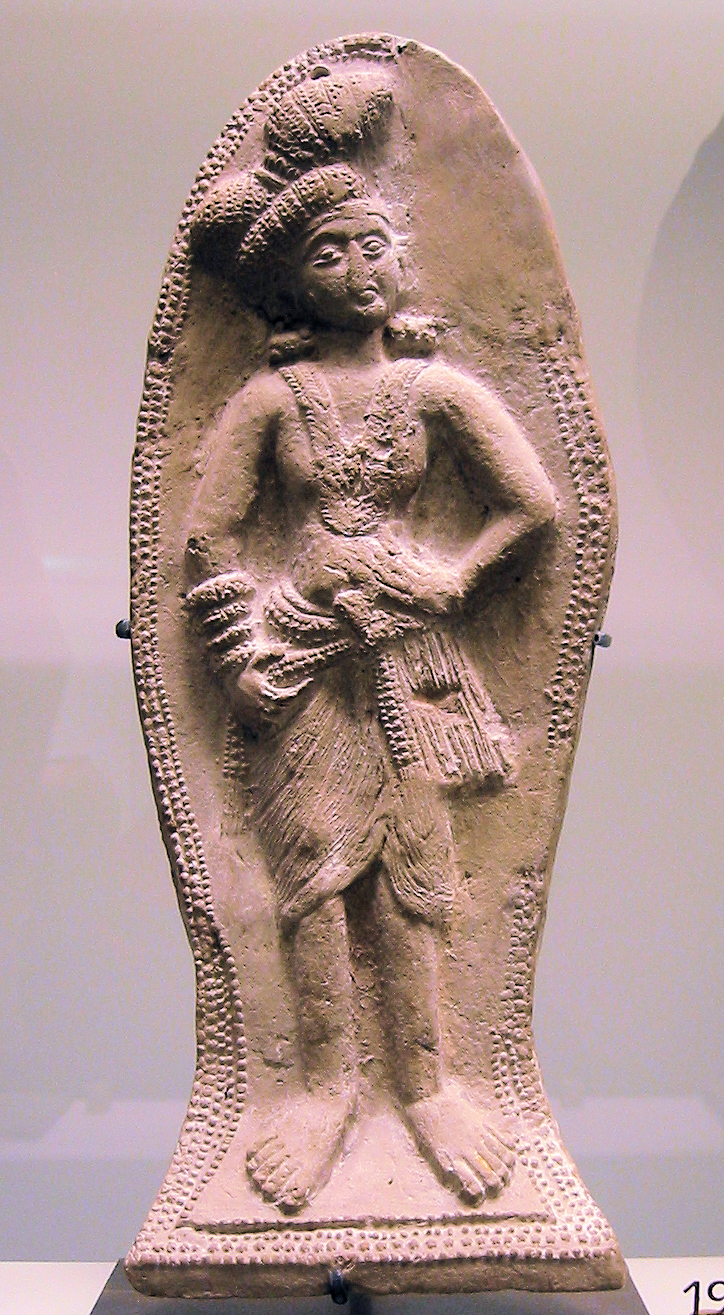
Sunga masculine figurine.

Vasumitra (O Sumitra, según el manuscrito d del Matsya Purana) (r. 131– 124 a. C.; muerto 124 a. C.), fue el cuarto gobernante del Imperio Sunga del norte de la India. Fue hijo de Agnimitra por su reina Dharini y hermano o medio-hermano de Vasujyeshtha.
En el Mālavikāgnimitram, acto 5, verso 14, Kāpárpadoāsa nos dice que Vasumitra guardó el caballo sacrificial dejado suelto por su abuelo Púsiamitra Shunga y derrotó a los ejércitos del Yona (Indo-griegos) en las riberas del río Río Indo.
Bana  Jarsha-charita le menciona como Sumitra y nos informa que fue asesinado por Mitradeva (o Muladeva, según algunos manuscritos) mientras estaba disfrutando de una obra. Fue sucedido por Andhraka, Antaka, Bhagabhadra o Bhadra según los diferentes puranas.